# Centro de Interpretação da Batalha de Aljubarrota
O Centro de Interpretação da Batalha de Aljubarrota é um espaço museológico que tem como objetivo a salvaguarda, estudo do campo de Batalha de Aljubarrota ocorrida em 1385, bem como a divulgação histórica, do tempo, dos factos e ficções do século XIV.
O Centro localiza-se na povoação de São Jorge, freguesia de Calvaria de Cima, concelho de Porto de Mós, distrito de Leiria em Portugal.
O Centro dispõe de uma área útil de 1.908 m2 distribuídos da seguinte forma:
- Área expositiva com 900 m2: dois núcleos expositivos dedicados à Batalha de Aljubarrota, à época em que se inseriu e às descobertas arqueológicas no campo de batalha; e um auditório para projecção de um espectáculo multimédia que reconstitui a Batalha e os eventos que a originaram.
- Serviços educativos com 1.500 m2 (área interior e exterior), com um programa educativo variado dirigido não só a escolas, mas a outros grupos, visitantes individuais e famílias
- Área de exposições temporárias
- Loja
- Cafetaria
- Parque de merendas
- Parque de Engenhos Medieval